# Лукино (Нюксенский район)
Лукино — деревня в Нюксенском районе Вологодской области.
Входит в состав Городищенского сельского поселения, с точки зрения административно-территориального деления — в Городищенский сельсовет.
Расстояние по автодороге до районного центра Нюксеницы — 46 км, до центра муниципального образования Городищны — 6 км. Ближайшие населённые пункты — Брызгалово, Ляменская, Слободка, Микшино, Ананьевская.
По переписи 2002 года население — 26 человек (14 мужчин, 12 женщин). Преобладающая национальность — русские (96 %).